# Prislop (gmina Dalboșeț)
Prislop – wieś w Rumunii, w okręgu Caraș-Severin, w gminie Dalboșeț. W 2011 roku liczyła 13 mieszkańców. 